# Tony Gilroy
Tony Gilroy (New York, 1956. szeptember 11. –) Oscar-díjra jelölt amerikai forgatókönyvíró és filmrendező.
Nevéhez fűződik a nagy sikerű A Bourne-rejtély és két folytatásának forgatókönyve, illetve a 2007-es Michael Clayton, melyet rendezőként is maga jegyez. Mind forgatókönyvíróként, mind rendezőként végzett munkájáért Oscar-díjra jelölték. Két évvel később megrendezte második filmjét is, Kettős játék címmel, Julia Roberts és Clive Owen főszereplésével.

## Élete és pályafutása
Manhattanban született. Édesapja a Pulitzer-díjas színműíró, rendező és forgatókönyvíró, Frank D. Gilroy. Két fivére szintén a filmszakmában dolgozik, John vágó, Dan, Rene Russo férje pedig szintén rendező-forgatókönyvíró.

## Filmográfia

### Film
| Év   | Magyar cím                             | Eredeti cím          | Rendező | Író       | Producer |
| ---- | -------------------------------------- | -------------------- | ------- | --------- | -------- |
| 1992 | Halálforgás                            | The Cutting Edge     | Nem     | Igen      | Nem      |
| 1995 | Dolores Claiborne                      | Dolores Claiborne    | Nem     | Igen      | Nem      |
| 1996 | Halálos terápia                        | Extreme Measures     | Nem     | Igen      | Nem      |
| 1997 | Az ördög ügyvédje                      | The Devil's Advocate | Nem     | Igen      | Nem      |
| 1998 | Armageddon                             | Armageddon           | Nem     | Adaptáció | Nem      |
| 2000 | Csali                                  | Bait                 | Nem     | Igen      | Vezető   |
| 2000 | Túszharc                               | Proof of Life        | Nem     | Igen      | Vezető   |
| 2002 | A Bourne-rejtély                       | The Bourne Identity  | Nem     | Igen      | Nem      |
| 2004 | A Bourne-csapda                        | The Bourne Supremacy | Nem     | Igen      | Nem      |
| 2007 | A Bourne-ultimátum                     | The Bourne Ultimatum | Nem     | Igen      | Nem      |
| 2007 | Michael Clayton                        | Michael Clayton      | Igen    | Igen      | Nem      |
| 2009 | Kettős játék                           | Duplicity            | Igen    | Igen      | Nem      |
| 2009 | A dolgok állása                        | State of Play        | Nem     | Igen      | Nem      |
| 2012 | A Bourne-hagyaték                      | The Bourne Legacy    | Igen    | Igen      | Nem      |
| 2014 | Éjjeli féreg                           | Nightcrawler         | Nem     | Nem       | Igen     |
| 2016 | Zsivány Egyes – Egy Star Wars-történet | Rogue One            | Nem     | Igen      | Nem      |
| 2016 | A Nagy Fal                             | The Great Wall       | Nem     | Igen      | Nem      |
| 2018 |                                        | Beirut               | Nem     | Igen      | Igen     |

Stáblistában meg nem jelenített írói munkái
| Év   | Magyar cím     | Eredeti cím             | Megjegyzések                                                                             |
| ---- | -------------- | ----------------------- | ---------------------------------------------------------------------------------------- |
| 1998 | A közellenség  | Enemy of the State      | David Marconi írta eredetileg, de ő, Aaron Sorkin és Henry Bean átírták a forgatókönyvet |
| 2021 | Nő az ablakban | The Woman in the Window | újraforgatások és a forgatókönyv átírása, az eredeti forgatókönyvet Tracy Letts írta     |

### Televízió
| Év        | Magyar cím   | Eredeti cím                      | Író  | Producer  | Megjegyzések                                         |
| --------- | ------------ | -------------------------------- | ---- | --------- | ---------------------------------------------------- |
| 1992      | Kényszernász | For Better and for Worse         | Igen | Nem       | Tévéfilm                                             |
| 2015–2016 | Kártyavár    | House of Cards                   | Nem  | Tanácsadó | 26 epizód                                            |
| 2018      |              | Hammerhead: The Superior Project | Nem  | Vezető    | Tévéfilm                                             |
| 2022      | Andor        | Andor                            | Igen | Vezető    | Vezető producer: 12 epizód Forgatókönyvíró: 5 epizód |